# Francisca av Brasilien
Francisca av Brasilien, född 2 augusti 1824 i Rio de Janeiro, död 27 mars 1898 i Paris, var en brasiliansk och fransk prinsessa.
Francisca var gift med den franske prinsen François av Orléans, prins av Joinville. Hon föddes som infanta av Portugal och prinsessa av Brasilien och blev prinsessa av Frankrike efter giftermålet. 

## Biografi
Francisca var dotter till kejsar Peter I av Brasilien och Maria Leopoldina av Österrike och syster till Pedro II av Brasilien. 
Francisca mötte Francois då vid hans besök i Brasilien 1837, och han återvände 1843 för att gifta sig med henne. Hon medförde en enorm hemgift: förutom pengar även flera landområden längs gränsen till Franska Guyana som var eftertraktade av Frankrike. Hon beskrivs som bildad och vacker och blev populär i Frankrike där hon kallades "La Belle Francoise" och blev känd för sin vänskap med grevinnan de Barral. 
Vid hovet ansågs hon vara gladlynt, brutalt uppriktig och livlig, och ska ha chockerat kungahuset med sitt spontana beteende och okonventionella uppträdande, så som till exempel hennes sätt att då och då brista ut i sång.
Vid februarirevolutionen 1848 förhandlade hon kraftfullt med republikanerna inför familjens exil innan de lämnade landet.  
Francisca stod i nära kontakt med sin bror Pedro II av Brasilien, som hon gav politiska råd då det gällde republikanska stämningar i Brasilien. År 1864 sände hon två av sin makes brorsöner till Brasilien som tilltänkta makar åt de brasilianska prinsessorna, tillika hennes brorsdöttrar. 
Francisca lät grunda staden Doma Colonia Francisca i Brasilien.   

## Barn
- Françoise av Orléans, Francoise Marie Amélie (1844-1925); gift med sin kusin Robert, hertig av Chartres (1840-1910)
- Pierre Philippe Jean Marie, hertig av Penthièvre (1845-1919)